# 奧爾奇堡山
46°42′58.3″N 8°4′44.7″E / 46.716194°N 8.079083°E
奧爾奇堡山（德語：Oltschiburg）是瑞士伯恩州的山峰，位於該國南部，屬於伯尔尼山的一部分，海拔高度2,234米，每年平均降雨量2,465毫米。

## 外部連結
- Oltschiburg on Hikr （页面存档备份，存于）